# Thirty-One River
Der Thirty-One River ist ein Fluss im Westen des australischen Bundesstaates Western Australia. Er liegt in der Region Gascoyne.

## Geographie

### Flusslauf
Der Fluss entspringt beim Thirty-One Camp und fließt nach Süden bis zu seiner Mündung in den Gascoyne River westlich von Yinnetharra.

### Nebenflüsse mit Mündungshöhen
Er hat folgende Nebenflüsse:
- Morrissey Creek – 268 m
- Nardoo Creek – 268 m